# Agata Zbylutová

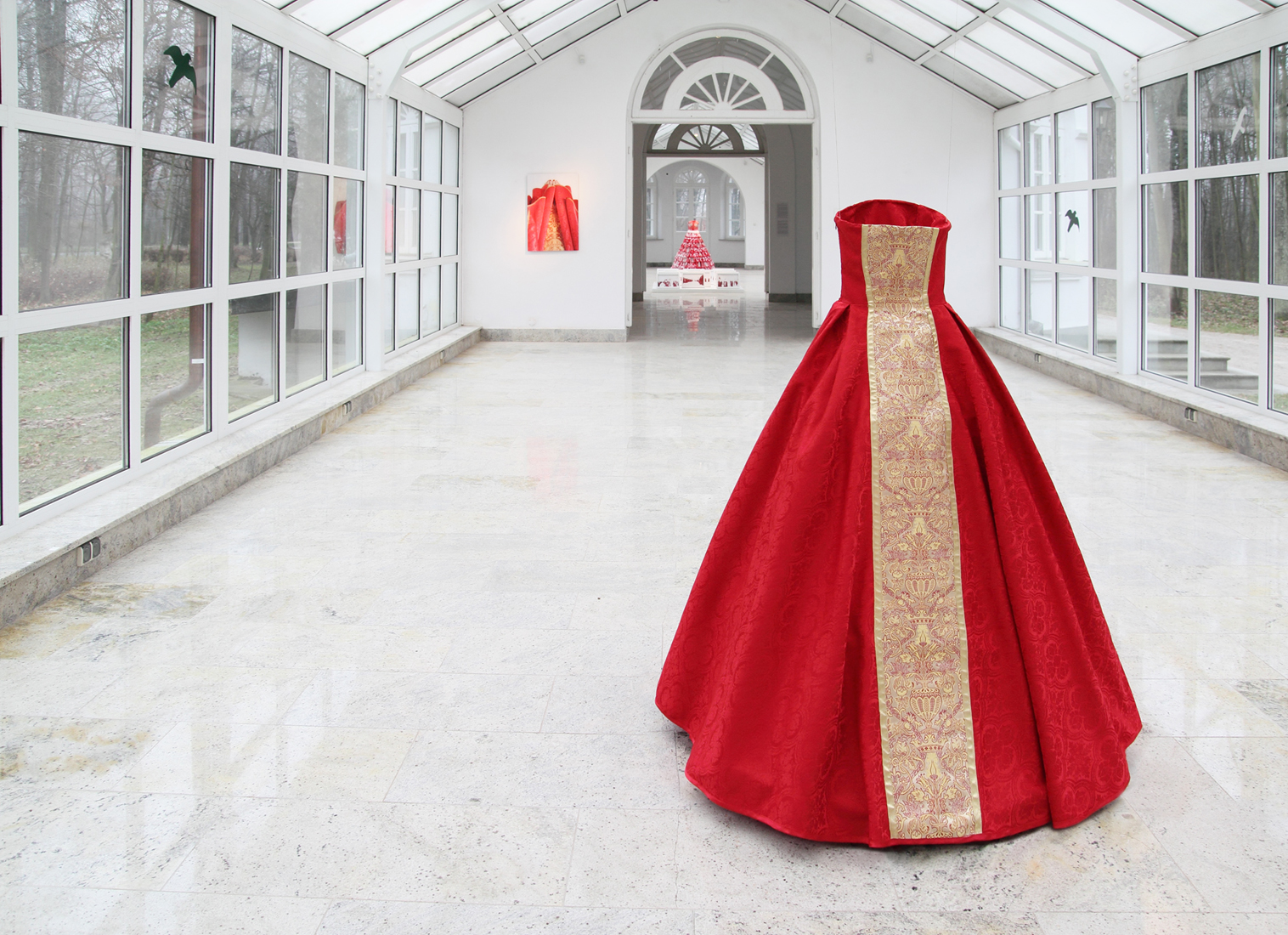
Sukniowstąpienie, objekt (šaty inspirované ornátem vyrobené v Ateliéru Kasie Hubińské, mp3 s textem Inga Iwasiówové, dřevěný rám), 2014, výstava Szalik i medalik, Centrum polského sochařství v Orońsku

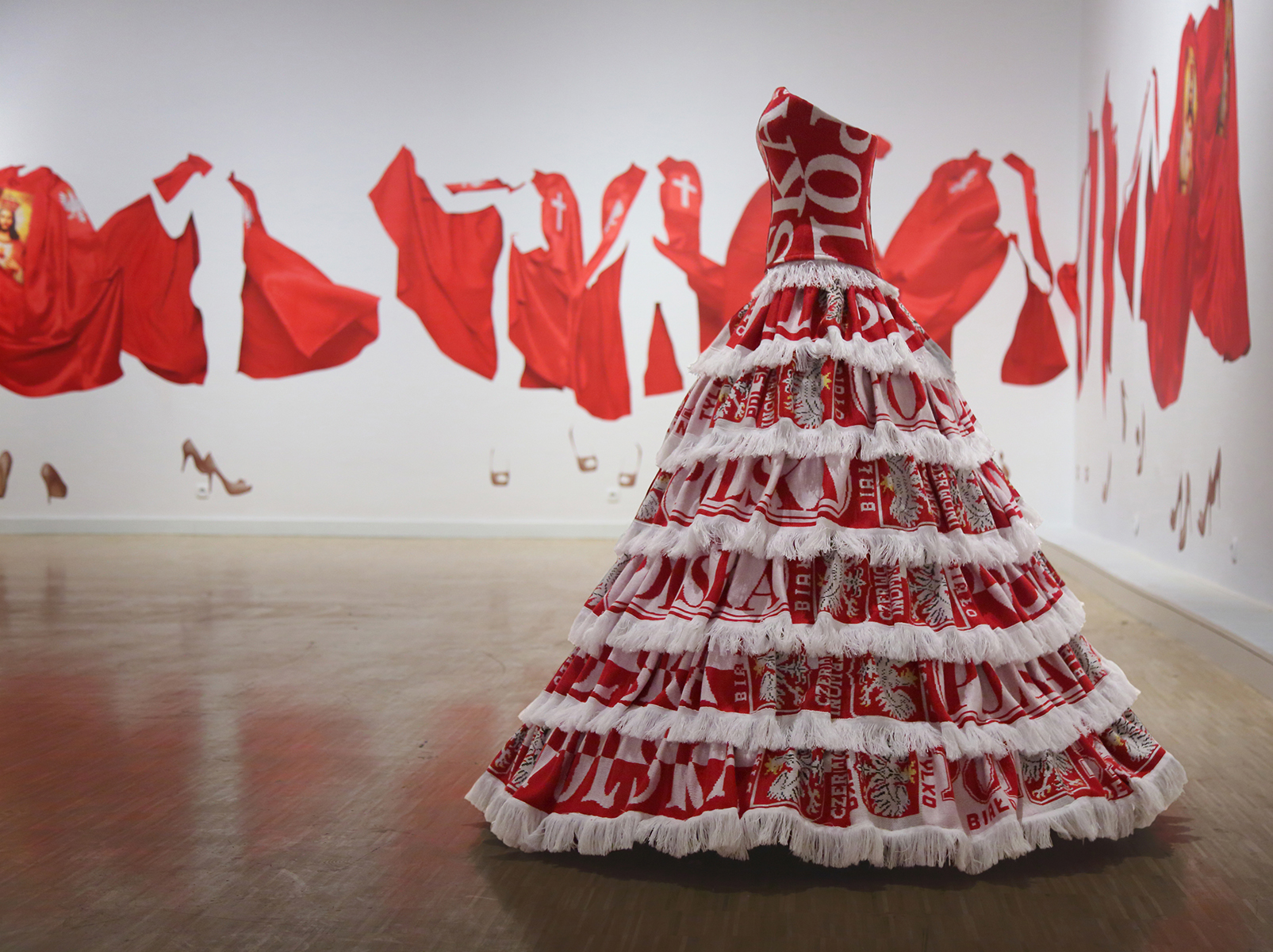
Kawiorowa Patriotka, šaty ze šátků fanynek polské reprezentace, rozměry cca 120×140, 2015, fragment Face off v pozadí, pohled na výstavu Polki, Patriotki, Rebeliantki, Galeria Arsenał, Poznaň 2017

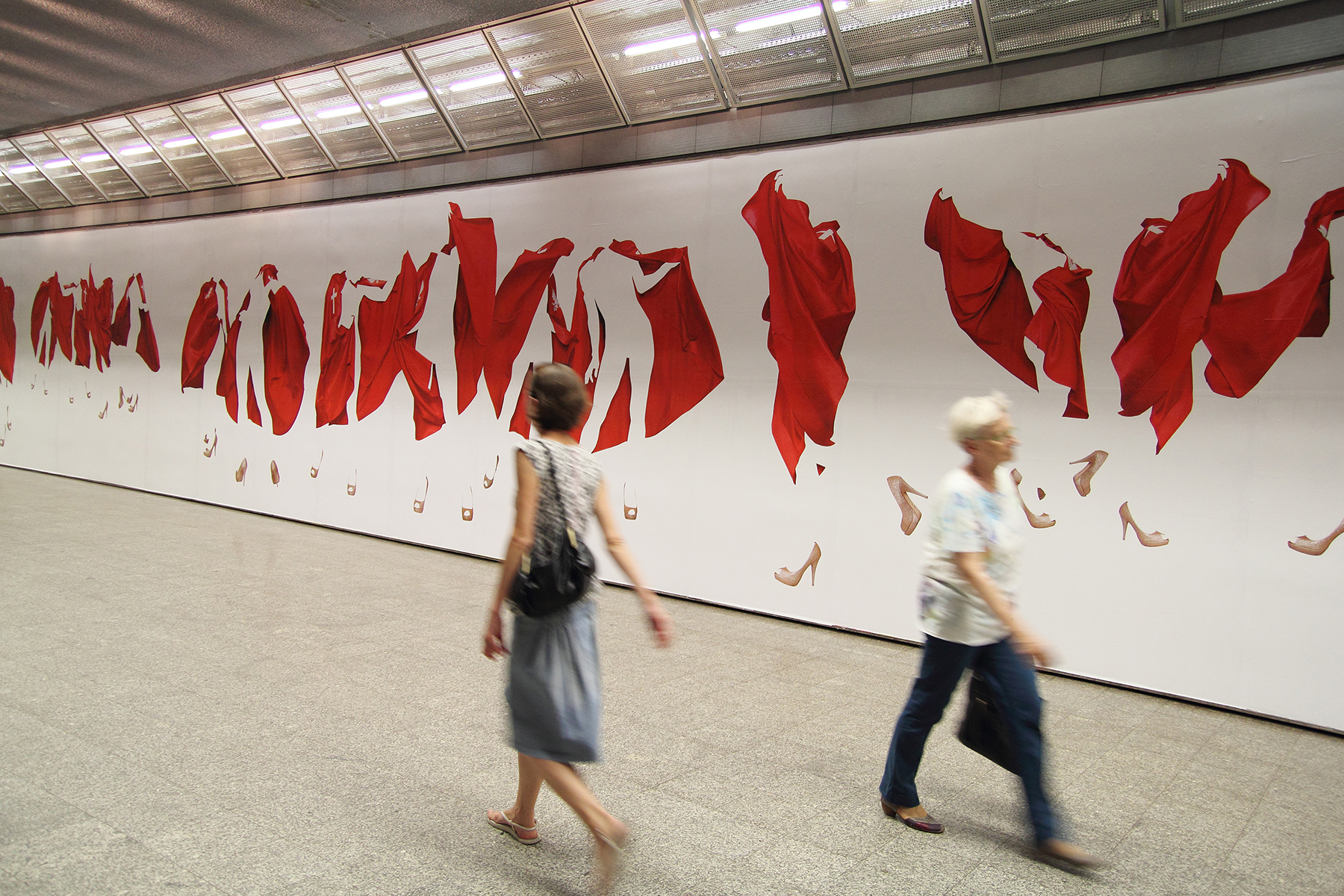
Face off, papírová freska na stěně, rozměr asi 280×3300 cm

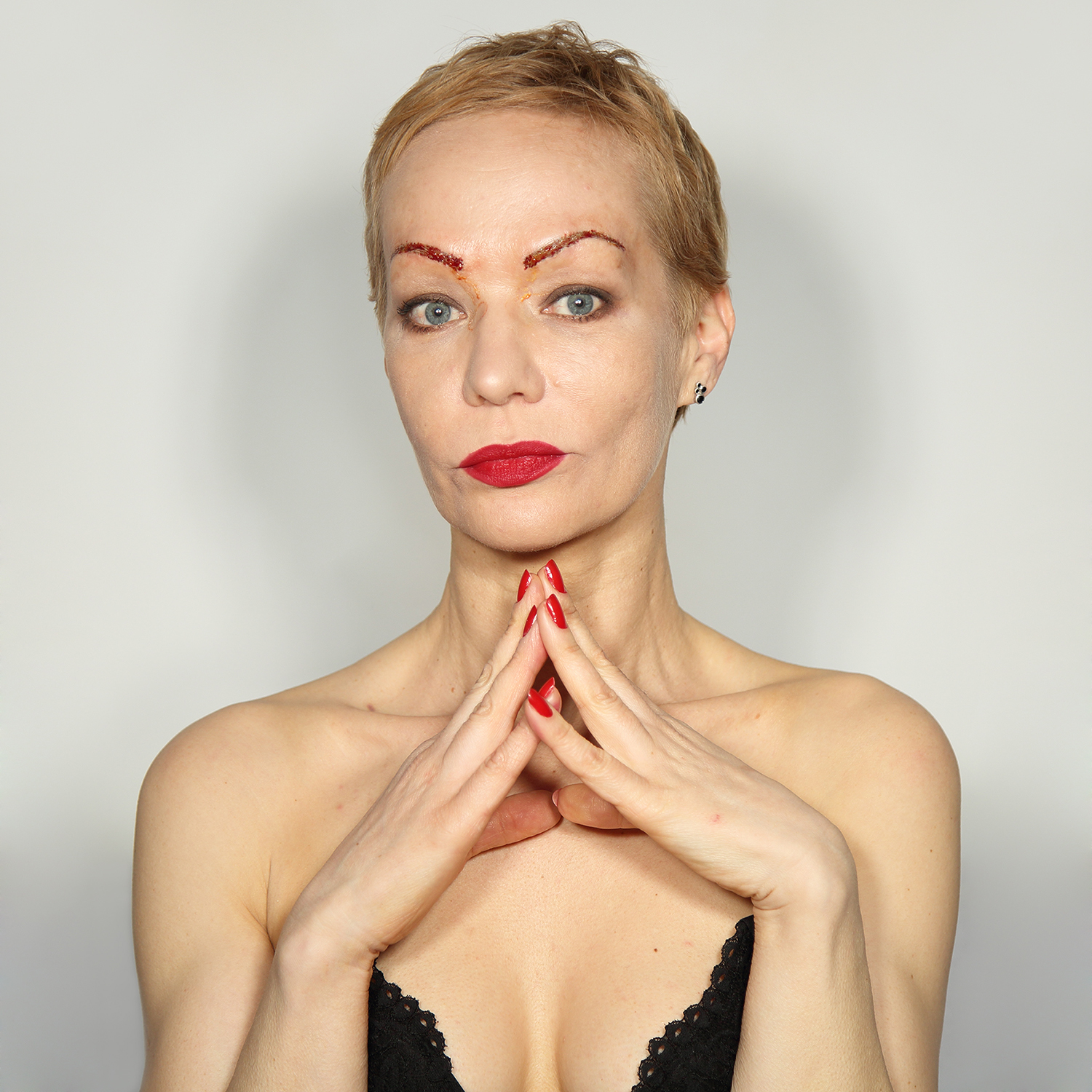
Agata Zbylutová ze série Pancia (autoportrét), 60×60 cm, 2018

Agata Zbylutová (* 27. května 1974 Zgorzelec) je polská výtvarná umělkyně, multimediální umělkyně, fotografka, kurátorka výstav, akademická pedagožka, přednášející na Akademii umění ve Štětíně a feministka.

## Životopis
V letech 1989–1994 studovala na Střední výtvarné škole v Jelení Hoře. V letech 1993–1999 studovala na Institutu kultury a výtvarných umění Akademie výtvarných umění v Zieloné Hoře (dnes Institut výtvarných umění Zielohorské univerzity). Diplom získala v Ateliéru kresby a intermédií doktora Zenona Poluse (1953-2013). V roce 2008 získala doktorát z užitého umění na Fakultě multimediálních komunikací Akademie výtvarných umění v Poznani (dnes Univerzita umění v Poznani) a v roce 2012 se habilitovala na Státní univerzitě televize a divadla v Lodži na Fakultě kamery a televizní tvorby.
V letech 2000–2005 byla nejprve kurátorkou a později manažerkou Galerie Amfilada. Během této doby galerie uspořádala několik desítek kolektivních i samostatných výstav umělců jako: Elżbieta Jabłońska, Sławomir Brzoska, Ryszard Górecki, Marcin Berdyszak. Zakladatelka a kurátorka Festivalu umění mládeže PRZECIĄG, který se formou bienále konal v roce 2007 (vítězka Aleksandra Ska), 2009 (vítězka Anna Orlikowska) a 2011 (vítězka Justyna Górowska).
V roce 2004 koordinovala Národní kulturní program „Znamení doby“ v Západopomořském vojvodství. V roce 2005 jí byla udělena bronzová medaile Gloria Artis za zásluhy o kulturu. V roce 2004 založila ve Štětíně Spolek současného umění Zachęta, který tento ministerský program realizoval. Od roku 2004 je prezidentkou tohoto sdružení, které v té době vybudovalo Regionální sbírku současného umění Zachęta - největší sbírku současného umění v západním a severním Polsku. V rámci "Zachęty" zorganizovala několik desítek uměleckých akcí oživujících místní uměleckou komunitu, jako jsou: PINK PONG (2010), Wunderkammer (2012) a výstavy založené na Sbírce vytvořené sdružením: SPORES (2010) v nové kancelářské budově Oxygen ve vlastnictví Echo Inwestment postavené v centru Štětína, Nic nie jest wiecznie ważne (Nic není věčně důležité, 2011) v CSW Znaki Czasu v Toruni, Siła człowieka nie zakrzywi światła (Lidská síla neohýbá světlo) v Galeria Manhattan (2014) nebo Love me Tender na BWA v Gorzów Wielkopolski (2015). Zpočátku působila jako prezidentka Spolku a v letech 2010–2012 také jako koordinátorka pro město Štětín jmenovaná městem Štětín. Trafostacja Sztuki ve Štětíně vedla k vytvoření instituce, kterou město Štětín v atmosféře skandálu pověřilo vedením nově založené společnosti Baltic Contemporary.
V letech 2009–2018 pracovala jako odborná asistentka na Katedře krajinářství Západopomořanské technické univerzity ve Štětíně; v letech 2005–2006 vedoucí odboru kultury, školství a sportu, Maršálský úřad Západopomořského vojvodství. Od roku 2010 působí na Akademii umění ve Štětíně (od roku 2013 jako docentka), kde vede Ateliér fotografie a postumělecké činnosti, a od roku 2018 je také vedoucí ateliéru Katedry fotografie.
Má za sebou přes 100 samostatných a kolektivních výstav v Polsku, Německu, Bělorusku, Rusku, Ukrajině, Francii, Chorvatsku, Velké Británii a USA. Žije a pracuje ve Varšavě a Štětíně.

## Tvorba

### Autoportréty
V tvorbě Agáty Zbylutové dominují autoportréty. Zachází s nimi jako s nejupřímnějším způsobem vyjádření, který zároveň označuje místo, kde byl pořízen, s přihlédnutím k podmínkám jako pohlaví, věk, krása, rasa atd. Dále uvažuje autoportrét jako nejetičtější formou vyjádření, která si i přes tisíciletí nevypůjčuje obrazy jiných lidí z tradic, neuzurpuje si právo s nimi disponovat, prohlížet je a hodnotit. Tato praxe se stává zvláště důležitou v projektech, ve kterých pracuje se svým vlastním tělem a image, jako je Pańcia, během níž umělkyně experimentuje a podrobuje své tělo ošetřením estetické medicíny, jako je hydratace kyselinou hyaluronovou, botox nebo liftingové nitě, a jejich výsledky viditelné na autoportrétech.

### Dotčená témata
Vyprávění, které ve svém umění vede, je výsledkem pozorování světa z ženské perspektivy.
Moje výpověď je výpovědí ženy, rozšířenou o obsedantní pozorování jiných žen – jak žijí, jaké volby dělají, jejich emoce, kulturní, sociologické a právní podmínky. Všímám si nerovností, se kterými se potýkají, toho, že většinou startují z horší pozice, na cestě překonávají mnoho překážek a je pro ně těžké dostat se tam, kam by to bez potíží dosáhly v mužském fyzickém i kulturním těle. Zvláště důležité jsou pro mě vztahy žen k vlastnímu tělu, jak se mnoha z nich zmocňuje „mýtus krásy“ a jak zkušenost a životní moudrost zápasí s těly, která se vzpírají estetickým standardům.
 Agáta Zbylutová
V počátečním období své tvorby sahá po tématech spojených s manželstvím Tak, czyli Nie (Ano, nebo ne) a Najpiękniejszy dzień w życiu (Nejkrásnější den ve vašem životě), mateřstvím (Diane 35) a široce chápaným fungováním mladé ženy ve společnosti W sztuce marzenia się spełniają, ale nie wszystkim (V umění se sny plní, ale ne každému). Konfrontuje očekávání kladená na ženy v patriarchálních kulturách s jejich individuálními očekáváními a ambicemi (například Jesteśmy Milutkie / Jsme mazlivé). Tato témata se vyvíjejí s věkem samotné umělkyně a rozšiřují se o zážitky a obavy zralé ženy (Świetliki, Pielgrzymka z Częstochowa, The Nude Who Went Down The Stairs /Akt sestupující se schodů/, Now is Dancing in the Room /Teď tančí v pokoji/).
Zvláštní místo v této době věnovala dílům zaměřeným na boj proti ageismu, body-shamingu a propojení žen mezi veřejným hodnocením jejich fyzické přitažlivosti a odvětvím krásy a fitness: Most Shocking is Not How Shocked You Are Now, But How Unshocked You Will Be in the Future, ve kterém umělkyně využívá kuchyni jako cvičebnu, nebo The Power of Love s využitím liftingových náplastí a Fotografia Intymna (Intimní fotografie), kde zobrazuje intimní místa na obrazovce notebooku. V projektu 28.700,00 inaugurovaném během Bienále v Zielonej Góře, odkazujícímu na ikonický projekt Romana Opałky Counted Images, autorka porovnává své autoportréty s cenami ošetření, které podstupuje na vlastní tváři. Tento projekt je zamýšlen k provádění po celý život a po následných léčbách se zvyšuje počet v názvu. Stále více čísel místo počítání ubíhajícího času počítejte částky, které byly vynaloženy na zastavení tohoto času. Stávají se součástí procesu, který je odsouzen k neúspěchu.
Motivem, který je v tvorbě Zbylutové již léta přítomen, jsou šaty. Svůj první subjekt připravila dva roky po promoci. Jednalo se o nadrozměrné svatební šaty, které vystavila spolu s 13 fotografiemi, jak si je zkouší (Ponad miarę, ale w normie). Dalším z nich bylo Sukniowstapienie (ornátové šaty vyrobené v Ateliéru Kasie Hubińské, text Inga Iwasiów, 2014). Tyto šaty byly inspirovány skutečností, že dívkám bylo dovoleno sloužit jako oltářnice v katolické církvi, a vyvolává otázky ohledně absence žen v pozicích v církevních strukturách.
Dalšími šaty byly Kawiorowa Patriotka, vyrobené ze šál fanoušků polské reprezentace (2017), určené pro dlouho očekávanou vůdkyni Pochodů nezávislosti a královnu stadionů. Doplnil ji projekt Kawiorowe Patriotki, kde byly během pobytu Enclave v Galerii Propaganda ušity druhé šátkové šaty, tentokrát určené pro aktivistku Charlotte Drag Queer, které splňují nároky pozitivitu těla a podporuje neheteronormativitu.
Posledním z nich je Czarna, Czarna Spódnica, kinetický objekt, který na přítomnost diváků reaguje otáčením kolem své osy. Název odkazuje k Černým protestům, ale také k v 80. letech velmi oblíbené pohádce o „černo-černém lese“, kterou si děti a teenageři vyprávěli, aby se navzájem strašili.
Motiv slavnostního oblečení se objevil i v projektu Face Off (2015) instalovaném na 30metrové stěně stanice metra Marymont. Skládá se z několika desítek tančících ženských těl oděných do pláštěnek Kristových rytířů. Společným rysem všech těchto projektů je, že ženské tělo existuje pouze potenciálně. Šaty-subjekty i fotografie si zachovávají svůj tvar, takže samotná žena chybí.

### Instagram
Svou aktivitu na Instagramu využívá jak k analýze samotného média Insta Exercises (2017-2018), tak jako platformy pro propojování, podporu, výměnu zkušeností a rozšiřování feministického, rovnostářského, ekologického a uměleckého povědomí.

## Vybrané samostatné výstavy
- 2019 – Panička, Městská galerie v Třinci, Česko[48]
- 2019 – Tak Bardzo na Zawsze, Umělecká kolonie v Gdaňsku[49]
- 2018 – Pańcia, Galeria Biała Centrum Kultury w Lublinie[50]
- 2015 – Face Off, Galeria Program, Varšava[51]
- 2015 – Face Off, Galeria A19, Metro Marymont, Varšava[52]
- 2014 – Szalik i medalik, Centrum Rzeźby Polskiej w Orońsku[53]
- 2014 – Perygeum, Gdańska Galeria Miejska, Gdańsk[54]
- 2012 – Nic nie jest takie jak mówią, Galeria BWA w Bielsku-Białej[55]
- 2011 – Bohaterki są zmęczone, Galeria Art Cube, Greifswald
- 2009 – W sztuce marzenia się spełniają, ale nie wszystkim, Národní muzeum ve Štětíně
- 2009 – W sztuce marzenia się spełniają, ale nie wszystkim, Galeria XX1 Mazowiecki Instytut Kultury[56]
- 2007 – Tak, czyli Nie. Herstory, Galeria Manhattan, Łódź[57]
- 2005 – Jestem niczyja, Galeria ON, Akademie výtvarných umění v Poznani[58]
- 2003 – Až vyrostu, chci být krásná, Galerie Akhmatova, Pertersburg, Rusko
- 2002 – Jsme roztomilí, Galerie Polského institutu v Minsku, Minsk, Bělorusko
- 2000 – V pěti příchutích, Galeria Amfilada, Szczecin
- 1999 – Tělo nestačí, výstava diplomů, Supermarket Biedronka, Zelená Hora

## Vybrané skupinové výstavy
- 2020 – „…Która była”, Národní muzeum v Gdaňsku[59]
- 2019 – Stany Skupienia, Muzeum Współczesne Wrocław, Vratislav[60][61]
- 2019 – Królowa Pszczół, Galeria Kronika w Bytomiu[62]
- 2019 – Boli mnie, gdy się śmieję, Galeria BWA WARSZAWA, Varšava[63]
- 2018 – Wielowątkowość taniny, CSW Znaki Czasu w Toruniu[64]
- 2018 – Na pozór silna dziewczyna, a w środku ledwo się trzyma, Galeria Lokal_30, Varšava[65]
- 2017 – Granice / linie cięcia – Wystawa sztuki polskiej z kolekcji Centrum Sztuki Współczesnej w Toruniu, YermilovCentre, Charków[66]
- 2017 – Polki, Patriotki, Rebeliantki, Galeria Arsenał, Poznaň[67]
- 2016 – Dotyk. O sztuce haptycznej, BWA w Kielcach[68]
- 2015 – Love me Tender, Miejski Ośrodek Sztuki W Gorzowie Wielkopolskim[69]
- 2015 – Przejścia graniczne, Galeria Biała, Lublin[70]
- 2013 – Teksty Konteksty Interteksty. Kolekcja w procesie. III pokaz zbiorów radomskiej „Elektrowni”, CSW Elektrownia, Radom[71]
- 2013 – POZA CZASEM – Spectra Art Space, Fundacja Rodziny Staraków, Varšava[72]
- 2012 – Medialny Stan Wyjątkowy, Galeria EL w Elblągu[73]
- 2011 – Polityka – polskie wybory 1944 – 2010, Muzeum Narodowe w Szczecinie (Národní muzeum ve Štětíně)
- 2010 – Sukienka, Zamek Centrum Kultury, Poznaň[74]
- 2010 – Najprawdziwsze historie miłosne. Alegorie miłości we współczesnej sztuce polskiej, Národní muzeum ve Štětíně[75]
- 2009 – Transfer: Polen I, Schafhof – Europäisches Künstlerhaus Oberbayern, Freising, Německo
- 2008 – Miejsce do mieszkania, miejsce do kochania…, Bałtycka Galeria Sztuki Współczesnej, Słupsk[76]
- 2007 – Profile I: Polish Art Today, Anya Tish Galery, Houston USA
- 2005 – Przestrzenie intymności, Národní muzeum ve Štětíně
- 2005 – ANNE, MARIE, MADELEINE – PHOTOGRAPHIE POLONAISE CONTEMPORAINE, Rok Polski we Francji, Stowarzyszenie Apolonia, Strassbourg, Francie
- 2003 – Wspólna pasja, Faunomania, Centrum Rzeźby Polskiej w Orońsku
- 2001 – SYBARIS – IV Bałtyckie Biennale Sztuki Współczesnej w Szczecinie, Muzeum Narodowe w Szczecinie (Národní muzeum ve Štětíně)

## Práce ve sbírkách
- Gdaňská sbírka současného umění; Depozit Magistrátu města Gdaňsku v NOMUS Nové muzeum umění Pobočka Národního muzea v Gdaňsku ve výstavbě[77]
- Centrum pro současné umění "Znaki Czasu" v Toruni[78]
- Národní muzeum ve Štětíně[79]
- Mazovské centrum pro současné umění "Elektrownia" v Radomi[80]

## Stipendia a rezidence
- 2009 – Rezidenční stipendium Schafhof-Europäisches Künstlerhaus Oberbayern, Freising (Mnichov), Německo.[81]
- 2008 – Umělecké stipendium maršála Západopomořského vojvodství [81].
- 2003-2004 – roční stipendium Mendelsonovy nadace v Berlíně [81].
- 2000 – Rezidenční stipendium v Mecklenburg Art House Schloss Plüschow, Německo [81].

## Publikace
- Muka, monografická publikace Agáty Zbylutové, ed. Łukasz Musielak, vědecká recenze Magdalena Ujma, vydavatel: Vědecké nakladatelství Fakulty malby a nových médií Akademie umění ve Štětíně, spoluvydavatel: Kulturní centrum Galeria Biała v Lublinu, ISBN 9788395134067, ISBN 9788362191505, Štětín 2019
- Vidět sebe, Selfie, Terapie autoportrétu - pokonferenční publikace 2. Národní fotografické vědecké konference "Vidět sebe" na Akademii výtvarných umění v Katovicích (2018), článek AKTY, KTERÝ SEŠEL DO SCHODU, NYNÍ TANČÍ. THE ROOM vydavatel: Akademie výtvarných umění v Katovicích, 2019, ISBN 978-83-65825-34-6.
- Agata Zbylutová, katalog nakladatelství Galeria Bielska BWA, autoři textů: Magdalena Ujma, Agata Smalcerz, Aleksandra Gieczys-Jurszo, Magdalena Wichierkiewicz, Bielsko-Biała, 2012,ISBN 978-83-87984-78-6.
- Zatímco žijeme katalog 9. Trienále mládeže v Centru polského sochařství v Orońsku (článek Agáty Zbylutové Nad míru, ale v rámci normy) kurátorka a editorka projektu: Marta Czyż, vydavatelka Centra polského sochařství v Orońsku, 2020, ISBN 978-83-64653-27-8.
- Reborn Dogs Nové interpretace umění směrem k nečlověku (článek Agáty Zbylutové. Běž rychle, kousej tvrdě, str. 133-142), ed. Magdalena Swacha, vědecká recenze prof. Roman Kubicki nakladatelství Publish Art Association, 2019, ISBN 978-83-941932-4-9.
- Zásah do fotografického obrazu jako umělecká strategie od Hippolita Bayarda k post-internetovému umění, Rynek, Społeczeństwo, vědecký časopis Kultura č. 4 (16) 2015, ISSN 2300-5491.

## Galerie

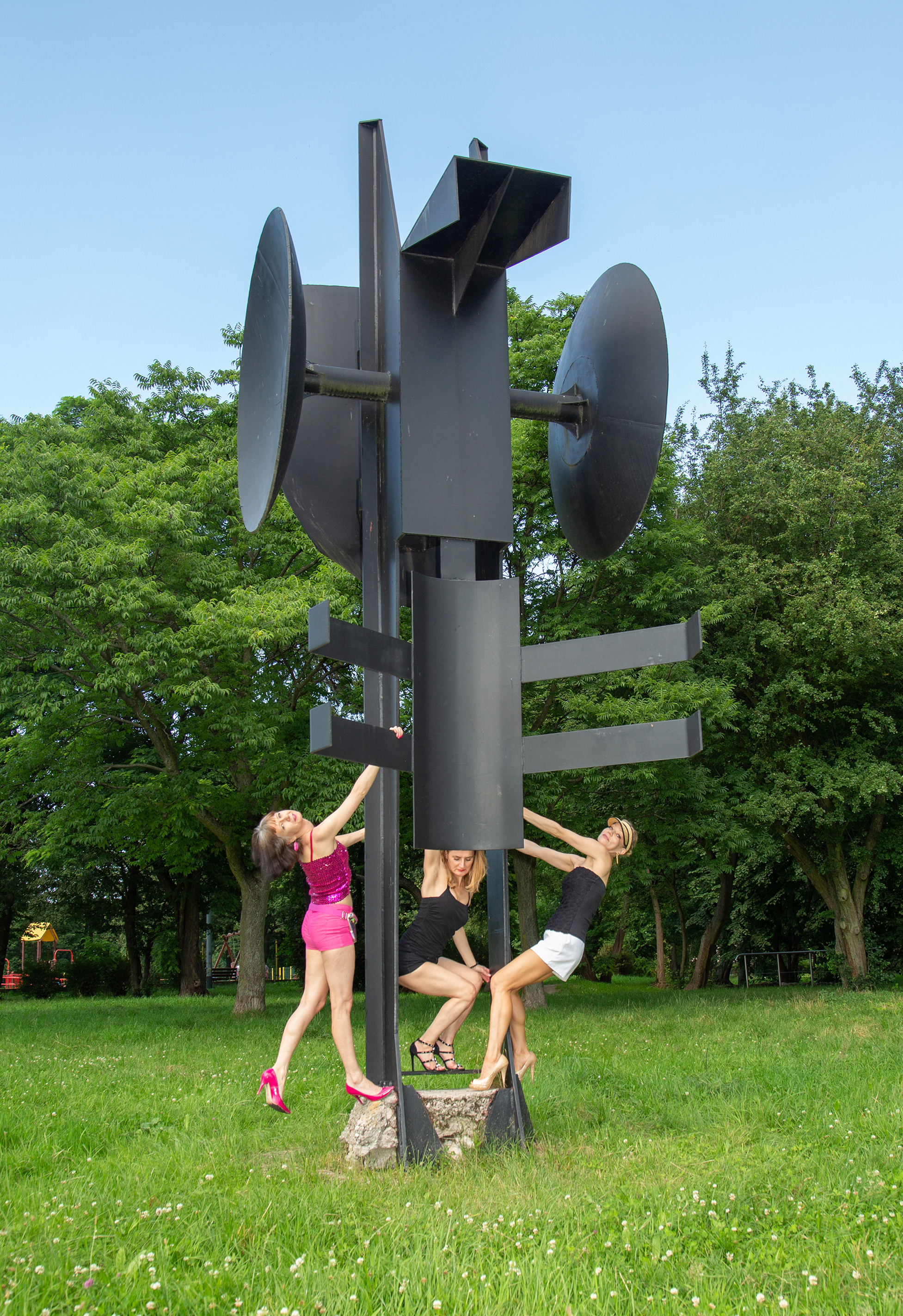
Jednu z největších prostorových forem vytvořil v rámci 1. bienále prostorových forem v Elblągu (1965) Jerzy Lengiewicz (ve spolupráci s M. Karpowiczem a S. Wierzbickim). Socha stojí v parku. M. Kajki a je vysoká 9 metrů. Obyvatelé Elblągu nazývali „naslouchací anténou pro nepřátelskou inteligenci“. Původně stál poblíž dnešní budovy radnice, poblíž ul. Ratuszowa. Stojí v parku Kajki od 80. let 20. století.Výtvarné umělkyně v interakci se sochou: Iwona Demko a Agata Zbylut a kurátorka Karina Dzieweczyńska realizující projekt Kongres marzycielek (Kongres snílků) pro Centrum Sztuki Galeria EL. 2019.
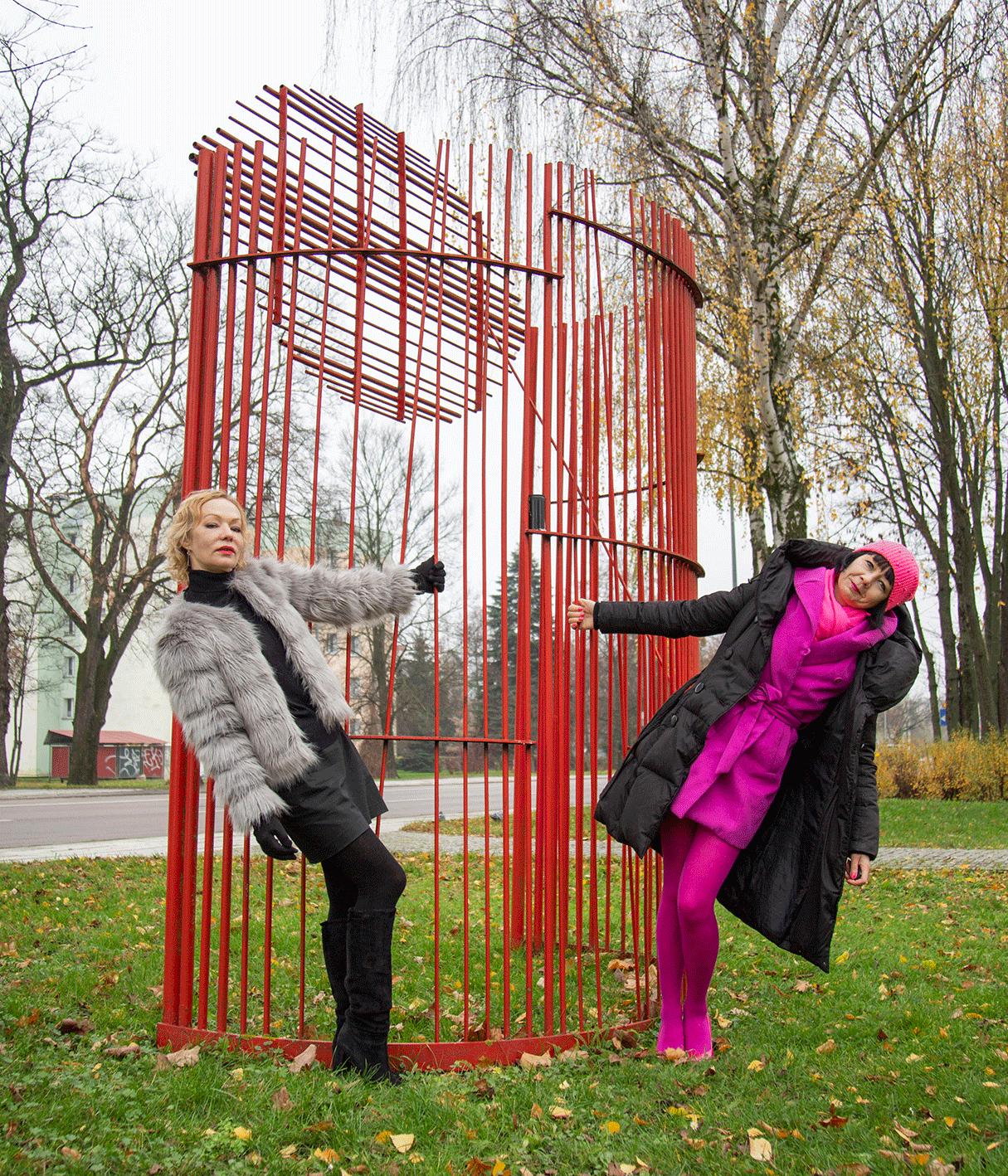
Socha Wandy Gołkowské vznikla na 1. bienále prostorových forem v roce 1965 v Elblągu společně s umělkyněmi: Agatou Zbylut a Iwonou Demko, které tímto zvráceným způsobem vzdávají sochaři hold v rámci projektu Kongres marzycielek (Kongres snílků) pro Centrum Sztuki Galeria EL. 2019.